# Tony Mundine (pugile)
Anthony William Mundine, meglio noto come Tony Mundine (Baryulgil, 10 giugno 1951), è un ex pugile australiano, di etnia aborigena. Nel 1974 fu sfidante di Carlos Monzón al titolo mondiale WBA dei pesi medi. Ha incontrato anche altri grandi pugili degli anni sessanta e settanta quali Emile Griffith, Luis Manuel Rodríguez e Bennie Briscoe. Suo figlio Anthony Mundine è stato un buon pugile nel primo quindicennio del XXI secolo.

## Carriera
Professionista a nemmeno 18 anni, dopo 16 incontri tutti vinti tranne uno, conquista il titolo australiano dei pesi medi contro Billy Choules per KO al quarto round. Il 21 gennaio 1971 tenta di conquistare il titolo del Commonwealth britannico della medesima categoria ma è costretto al pari da Bunny Sterling. Nell’aprile dello stesso anno incontra l’ormai anziano ex campione del mondo dei welter Luis Manuel Rodríguez che lo mette KO dopo soli 52 secondi.
Il 14 aprile 1972, a Brisbane, Mundine si prende la rivincita su Bunny Sterling, mettendolo KO al quindicesimo round e conquistando la cintura di campione del Commonwealth. Difende vittoriosamente il titolo tre volte. Batte il franco marocchino Nessim Max Cohen e poi incontra l’ex campione del mondo dei welter e dei medi Emile Griffith, ormai trentaquattrenne. Il 19 aprile 1973, a Parigi, batte il fuoriclasse statunitense delle Isole Vergini per decisione unanime in dodici riprese.

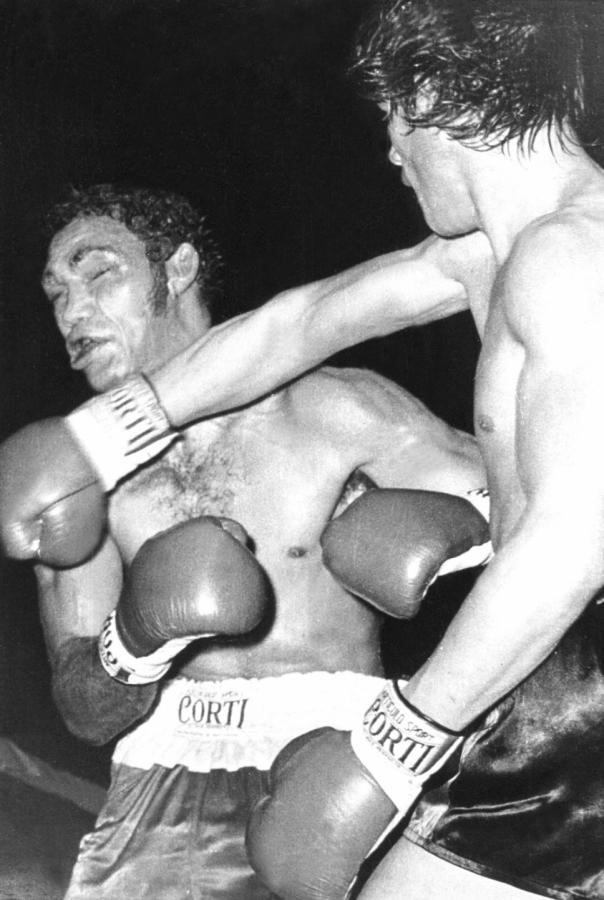
Carlos Monzón vs. Tony Mundine, 1974

Il 25 febbraio 1974, ancora a Parigi, Mundine finisce KO al quinto round sotto i pugni del micidiale Bennie Briscoe, uno dei più forti pesi medi dell’epoca. Il 5 ottobre successivo è designato a sfidare il fuoriclasse argentino Carlos Monzón per il titolo mondiale WBA. Finisce al tappeto sino al conto totale al settimo round.
Passa quindi ai pesi mediomassimi e, il 30 ottobre 1975 conquista il titolo del Commonwealth battendo Steve Aczel per KO al dodicesimo round. Difende vittoriosamente il titolo per tre volte e, il 5 dicembre 1977, conquista il titolo australiano dei pesi massimi. Il 25 febbraio 1978 perde il titolo del Commonwealth dei mediomassimi. Dopo aver difeso vittoriosamente la cintura australiana dei pesi massimi, il 26 settembre 1979 a Gorizia incontra lo jugoslavo Mate Parlov per la semifinale del titolo mondiale dei massimi leggeri. Perde con decisione unanime in dodici riprese ma con il lieve margine di 1-3 punti. Due mesi dopo, a Trieste batte per knock-out tecnico al 5º round l’italiano Enio Cometti.
Il 28 luglio 1980 difende ancora vittoriosamente la cintura australiana dei massimi contro Steve Aczel. Sei mesi dopo conquista anche il titolo australiano dei mediomassimi. Il 21 ottobre 1981, a Brisbane è allestito ancora un match tra Mundine e Aczel con in palio le corone australiane dei pesi mediomassimi, massimi-leggeri e massimi. Mundine si aggiudica la triplice corona battendo nuovamente l’avversario per knock-out tecnico al sesto round. È però il suo canto del cigno. Nei suoi ultimi sette incontri assomma tre vittorie e quattro sconfitte, compresa quella con il mediomassimo messicano Yaqui López. Nel suo ultimo match perde la cintura australiana dei mediomassimi e si ritira dal pugilato.